# Falcão-de-buckley
Falcão-de-buckley ou falcão-de-nuca-branca (Micrastur buckleyi) é uma espécie de ave de rapina da família Falconidae.
Pode ser encontrada nos seguintes países: Brasil, Colômbia, Equador e Peru.
Os seus habitats naturais são: florestas subtropicais ou tropicais húmidas de baixa altitude.